# Unterscharführer
Unterscharführer (em alemão:  Líder de Esquadrão Júnior) foi uma patente paramilitar do Partido Nazista que foi usado pela SS entre os anos de 1934 e 1945. Foi criada após as Noite das Facas Longas, que causou a reorganização da SS e a criação de várias patentes novas para separar a SS da SA.